# イグニッション!
『イグニッション!』 (IGNITION!) は、ブライアン・セッツァーが2001年に発表したアルバム。正式にはブライアン・セッツァー'68 Comeback Special名義での作品だが、ブライアンのソロ作品と同様に扱われることがほとんどである。

## 解説
1968年にエルヴィス・プレスリーが出演したスペシャル番組「'68 Comeback Special」をバンド名にして、ブライアンがストレイ・キャッツ以来、久々にトリオ編成のバンドで発表した作品であり、ベース、ドラムはブライアン・セッツァー・オーケストラのリズム隊が務めた。11曲目「フー・ウッド・ラヴ・ディス・カー・バット・ミー」は長年の盟友であったジョー・ストラマーとの共作で、実際にジョーが所有していたキャデラックを歌ったもの。

## 収録曲
- 15.～17.は日本盤ボーナス・トラック

1. イグニッション - Ignition
2. 5イヤーズ、4マンスス、3デイズ - 5 Years, 4 Months, 3 Days
3. ヘル・ベント - Hell Bent
4. ホット・ロッド・ガール - Hot Rod Girl
5. 8トラック - 8-Track
6. '59 - '59
7. ルースター・ロック - Rooster Rock
8. サンタ・ローザ・リタ - Santa Rosa Rita
9. （ザ・レジェンド・オブ）・ジョニー・クール（パート2） - (The Legend Of) Johnny Kool (Part 2)
10. ゲット・エム・オン・ザ・ロープス - Get 'Em On The Ropes
11. フー・ウッド・ラヴ・ディス・カー・バット・ミー - Who Would Love This Car But Me?
12. ブルー・カフェ - Blue Cafe
13. ドリームズヴィル - Dreamsville
14. マラゲーニャ - Malaguena
15. ミステリー・トレイン（ライブ） - Mystery Train (Live)
16. ジーン・アンド・エディ（ライブ） - Gene And Eddie (Live)
17. ランブル・イン・ブライトン（ライブ） - Rumble In Brighton (Live)